# Obélisque de la villa Celimontana
L'obélisque de la villa Celimontana est un obélisque d'origine égyptienne, transporté à Rome pour y orner un des Iséums (sanctuaires d'Isis) de la ville. Il est aujourd'hui reconstitué et accessible dans le jardin public de la villa Celimontana, situé sur le Cælius. Il est très incomplet et de taille modeste (moins de 3 m sans piédestal).

## Origines
On sait peu sur les origines de ce petit monument, dont seule la partie supérieure nous est parvenue : elle porte le cartouche de Ramsès II. Il est souvent présenté comme le jumeau de l'obélisque du Panthéon. Comme lui, il vient probablement d'Héliopolis.

## Transport à Rome
On ne sait pas beaucoup plus sur son ancienne situation à Rome :
- Soit il provient du temple d'Isis du Champ de Mars, comme d'autres à Rome, et aurait été transporté sur le Cælius au Moyen Âge ;
- Soit il faisait partie des ornements du temple d'Isis au Capitole, où il serait resté jusqu'au XVIe siècle.

Il fut transporté en 1582 par Cyriaque Mattei dans ses jardins du Célius.

## Situation actuelle
Cet obélisque faisait donc partie de la collection d'antiquités de la famille Mattei, qui le fit restaurer en 1820 dans les jardins de la villa Celimontana. Il reste très fragmentaire, puisque seule sa moitié supérieure, seulement haute de 2,68 m, est originale. Avec le complément, le piédestal et le globe à pointe, il réussit à atteindre une hauteur de 12,23 m, qui lui donne une silhouette tout à fait présentable. 

## Travaux de restauration

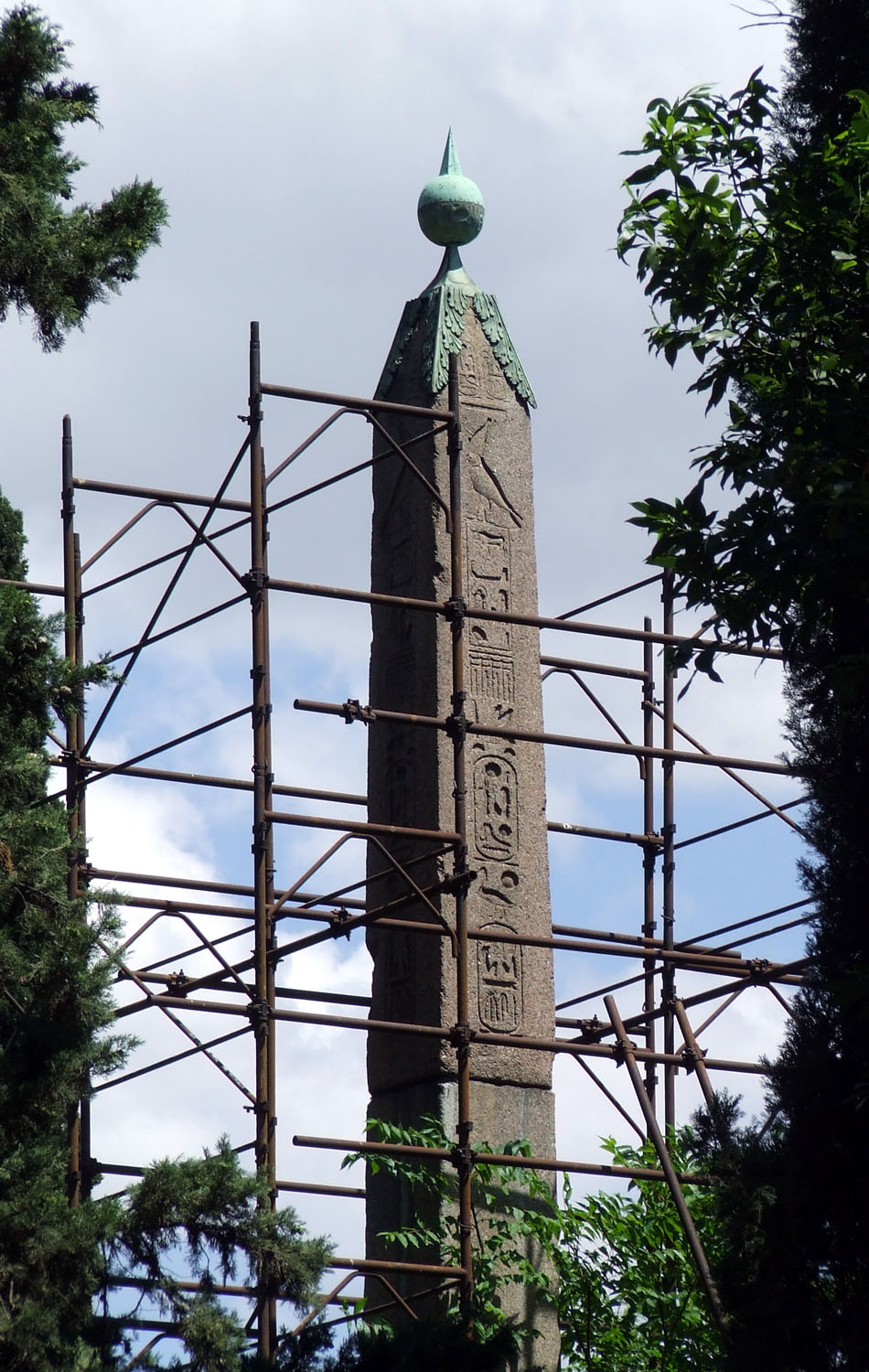
L'obélisque durant la restauration
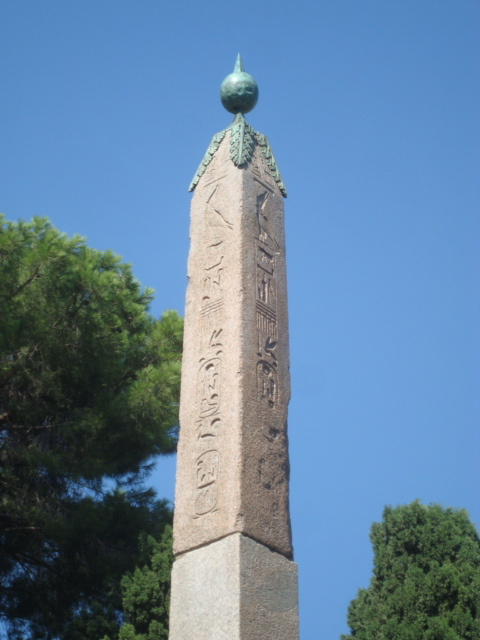
L'obélisque après la restauration

De 2008 à 2010, l'obélisque a été restauré dans les jardins de la villa, sur un nouveau socle et dans un nouvel environnement, au centre d'une petite place.